# Alcaucín (kommunhuvudort)
Alcaucín är en kommunhuvudort i Spanien.   Den ligger i provinsen Provincia de Málaga och regionen Andalusien, i den södra delen av landet, 400 km söder om huvudstaden Madrid. Alcaucín ligger 513 meter över havet och antalet invånare är 1 697.
Terrängen runt Alcaucín är kuperad västerut, men österut är den bergig. Runt Alcaucín är det ganska glesbefolkat, med 23 invånare per kvadratkilometer. Närmaste större samhälle är Vélez-Málaga, 13,6 km söder om Alcaucín. Omgivningarna runt Alcaucín är i huvudsak ett öppet busklandskap.